# Гнейст, Рудольф Герман Фридрих
Генрих Рудольф Герман Фридрих фон Гнейст (нем. Heinrich Rudolf Hermann Friedrich von Gneist; 13 августа 1816, Берлин — 22 июля 1895,  Берлин) — прусский юрист и политик.

## Биография
Рудольф фон Гнейст родился 13 августа 1816 года в Берлине.

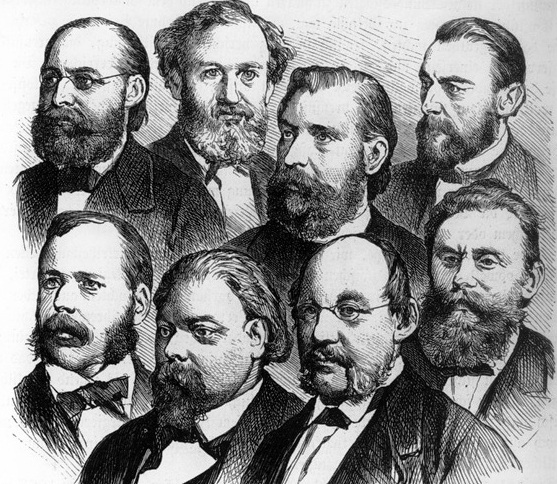
Лидеры Национал-либеральной партии. Верхний ряд: Вильгельм Вехренфеннинг, Эдуард Ласкер, Генрих фон Трейчке, Johann von Miquel. Нижний ряд: Франц фон Роггенбах, Карл Браун, Рудольф фон Гнейст, Людвиг Бамбергер

Учился в средней школе в Эйслебене и с 1833 года изучал право в Берлинском университете. Там он стал членом братства студентов «Старый Берлин». После окончания университета и хабилитации (1839), он был приват-доцентом на юридическом факультете Берлинского университета, с 1845 года — экстраординарным, а в 1858 году — ординарным профессором Берлинского университета.
Кроме преподавания занимался политической деятельностью; был депутатом прусской палаты и рейхстага, членом городского совета (1845—1849 и 1858—1875). С 1867 года он был одним из руководителей Национал-либеральной партии. Он высказывался за расширение в Пруссии правового государства и независимой судебной системы. Сегодня он известен в первую очередь как ведущий сторонник независимой и автономной административной юстиции. Был одним из основателей и первый президент Ассоциации по социальной политике («академических социалистов»). 
Был президентом 7-го (1868, в Гамбурге), 9-го (1871, в Штутгарте), 10-го (1872, во Франкфурте-на-Майне), 11-го (1873, в Ганновере), 12-го (1875, в Нюрнберге), 13-го (1876, в Зальцбурге), 14-го (1878, в Йене), 16-го (1882, в Касселе), 17-го (1884, в Вюрцбурге), 18-го (1886, в Висбадене), 20-го (1889, в Страсбурге) и 22-го (1893, в Аугсбурге) съездов немецких юристов. Ни один другой адвокат не удостаивался такого признания до этого так часто.
В 1888 году из-за своих социальных услуг рабочему классу он был избран почётным членом «Общества взаимопомощи общественным работам» в Любеке. В том же году был возведён во дворянство (и получил право носить фамилию фон Гнейст).
Умер 22 июля 1895 года в Берлине и был похоронен на городском Старом кладбище святого Матфея.